# Бранко Зебец
Бранко Зебец (на хърватски: Branko Zebec) е бивши югославски футболист и треньор, роден на 17 юли 1929 г. в Загреб, починал на 26 септември 1988 г.

## Кариера

### Като футболист
Най-големите си успехи като футболист Зебец постига с отборите на Партизан и Цървена Звезда. По-късно играе две години за германския Алемания Аахен в Западната регионална лига, по това време втори ешелон в Германия.
За националния отбор на Югославия Зебец има 65 вача и 17 гола. На Олимпиадата в Хелзинки през 1952-ра печели сребърен медал и става голмайстор на турнира със седем попадения. На Световните първенства в Швейцария и Швеция той е един от основните футболисти в отбора, като през 1958 е и капитан. На Евро 1960 печели бронзов медал.

### Като треньор
Зебец започва кариерата си като треньор в Динамо Зареб през 1965-а. През 1967 г. извежда (в тандем с Ивица Хорват) отбора до финал за Купата на панаирните градове срещу английския Лийдс Юнайтед. Динамо печели купата с общ резултат 2:0. За малко обаче да не се стигне до този успех, защото след две разменени победи с по 2:0 срещу Спартак Бърно в първия кръг е теглен жребий кой отбор да продължи напред и късметът се усмихва на Динамо.
Преди сезон 1968/1969 Зебец застава начело на Байерн Мюнхен. През този сезон Байерн става шампион (за първе път от 1932 г.) и носител на купата (първият дубъл в историята на Бундеслигата. Любопитно е, че за първенството Зебец използва една 13 играчи. Договорът на треньора е до края на сезон 1969/1970 и още през месец септември 1969 той обявява, че няма намерение да го продължи. След незадоволителни игри на Байерн Зебец е уволнен на 12 март 1970 г. По-късно Франц Бекенбауер, тогава играч на Байерн, говори за неразбирателството между треньора и звездите на отбора. Следва не особено успешен престой в Щутгарт, преди Бранко Зебец да стане помощник на Томислав Илич в Хайдук Сплит. През 1973 печели Купата на Югославия и стига до полуфинал за КНК.
През 1974 Зебец поема новака в Бундеслигата Айнтрахт Брауншвайг и го превръща в страшилище за топотборите в първенството. След деветото място през сезон 1974/1975 (по едно време отборът е на второ), Айнтрахт постига и по-големи успехи – пето място през 1975/1976 и трето през 1976/1977 (на една точка от шампиона Борусия Мьонхенгладбах). Четвъртият сезон на Зебец начело на отбора не е успешен – 13-о място.
От латото на 1978 Зебец е треньор на Хамбургер и прави отбора шампион още през първия си сезон начело на отбора. Следващият сезон Хамбургер завършва на второ място в Бундеслигата и играе финал за КЕШ. Играчите недоволстват от тежките тренировки в края на сезона, а според критиците това е причината отборът да не спечели нито една от двете титли. Засилват се и проблемите на Зебец с алкохола. Шофьорската му книжка е отнета, говори се, че в мача срещу Борусия Дортмунд е седял на скамейката с 3,25‰ алкохол в кръвта. След края на есенния полусезон през 1980 г. Хамбургер е на първо място в класирането, но Зебец бива освободен от поста си заради алкохолизма си.
Следва един сезон в Борусия Дортмунд. Отборът финишира на шесто място, най-доброто му класиране от 12 години, но заради личните проблеми на Зебец той е уволнен. Айнтрахт Франкфурт е последната спирка на Зебец в Бундеслигата. Там той прекарва малко повече от година. През 1984 Зебец за кратко е треньор на Динамо Загреб.

## Успехи

### Като футболист
- 1 x шампион на Югославия: 1960 (с Цървена звезда)
- 3 x носител на Купата на Югославия: 1952, 1954, 1957 (с Партизан Белград)
- 1 х шампион на Западната регонална лига: 1964
- сребърен медал от Олимпиадата в Хелзинки през 1952-ра
- европейски вицешампион от Евро 1960

### Като треньор
- 1 x носител на Купата на панаирните градове: 1967 (с Динамо Загреб)
- 2 x шампион на Германия: 1969 (с Байерн Мюнхен), 1979 (с Хамбургер)
- 2 x носител на Купата на Германия: 1969 (с Байерн Мюнхен)
- 1 x носител на Купата на Югославия: 1973 (с Хайдук Сплит)